# Classe Santa Maria
Le fregate della classe Santa María sono delle unità missilistiche della Armada realizzate in Spagna su licenza statunitense nei cantieri spagnoli derivate dalle fregate americane della classe Oliver Hazard Perry.
Come le unità australiane della classe Adelaide, sono state considerate mezzi sostanzialmente economici per avere una capacità basica di difesa aerea di area.
Le unità della classe Santa María, a differenza delle unità della Baleares, versione modificata delle Knox americane, sono risultate simili a quelle americane, a parte il CIWS nazionale a 12 canne da 20 mm Meroka.
Le ultime due fregate hanno avuto in fase di costruzione delle modifiche, con l'installazione di alette stabilizzatrici nella zona poppiera, un diverso montaggio del CIWS e modifiche all'elettronica di bordo, con un più moderno sistema di combattimento; più moderni sono il radar di vigilanza aerea, il sonar la direzione di tiro e il sistema di guerra elettronica. Le migliorie alle ultime due unità sono state adottate nei lavori di ammodernamento effettuati sulle prime quattro unità.
Tutte le unità hanno la loro base nel porto di Rota.

## Unità della classe
| Identificativo | Nome        | Varo             | Entrata in servizio | Call Sign | Immagine |
| -------------- | ----------- | ---------------- | ------------------- | --------- | -------- |
| F-81           | Santa María | 21 novembre 1984 | 10 dicembre 1986    |           |          |
| F-82           | Victoria    | 23 luglio 1986   | 29 ottobre 1987     |           |          |
| F-83           | Numancia    | 29 gennaio 1987  | 11 agosto 1988      |           |          |
| F-84           | Reina Sofía | 19 luglio 1987   | 30 ottobre 1990     |           |          |
| F-85           | Navarra     | 23 ottobre 1992  | 30 maggio 1994      |           |          |
| F-86           | Canarias    | 21 giugno 1993   | 14 dicembre 1994    |           |          |

## Servizio
La unità di questa classe navale sono state le prime navi spagnole a prendere parte ad una missione internazionale durante l'Operazione Desert Shield nel 1990 con l'unità capoclasse che fu la prima ad essere inviata nel Golfo Persico insieme a due corvette della classe Descubierta.
Successivamente le fregate Classe Santa Maria hanno preso parte in Adriatico tra il 1992 e il 1995 all'Operazione Sharp Guard durante il conflitto nei Balcani e da marzo 2002 a maggio 2003 all'Operazione Enduring Freedom nel Golfo di Aden e nel Mare Arabico impiegate nella lotta al terrorismo internazionale. Attualmente sono impiegate nell'Operazione Atalanta per la lotta alla pirateria in Oceano Indiano.

## Ammodernamenti
Nel 2003 vennero avviati i progetti di ammodernamento di queste unità. Nell'ottobre del 2005 ebbero inizio i lavori sulle fregate Victoria e Numancia. Nel corso dei lavori vennero sostituiti i motori elettrici che provvedevano ai servizi di bordo, rimosso il sonar filabile, nuovo sistema di controllo del tiro del cannone da 76,2 mm, nuovi sistemi di guerra elettronica. Venne anche sostituito il sistema IFF e la Centrale Operativa di Combattimento e venne migliorata l'abitabilità delle unità. Tra la fine del 2007 e l'inizio del 2010 gli stessi lavori di ammodernamento vennero effettuati sulle fregate Santa María e Reina Sofía, mentre restano in sospeso i lavori sulle ultime due unità i cui sistemi erano già più moderni sin dalla costruzione.